# Муниципальное образование «Казачье»
Казачьевское сельское поселение — муниципальное образование со статусом сельского поселения в Боханском районе Иркутской области России. Административный центр — село Казачье.

## Население
| 2010  | 2011  | 2012  | 2013  | 2014  | 2015  |
| ----- | ----- | ----- | ----- | ----- | ----- |
| 1627  | ↗1628 | ↘1623 | ↘1616 | ↘1571 | ↗1584 |
| 2016  | 2017  |       |       |       |       |
| ↗1589 | ↘1586 |       |       |       |       |

## Состав сельского поселения
| № | Населённый пункт | Тип населённого пункта       | Население |
| - | ---------------- | ---------------------------- | --------- |
| 1 | Байханова        | деревня                      | →3        |
| 2 | Ершова           | деревня                      | ↘70       |
| 3 | Казачье          | село, административный центр | ↗1125     |
| 4 | Крюкова          | деревня                      | ↘131      |
| 5 | Логанова         | деревня                      | →178      |
| 6 | Тымырей          | деревня                      | →57       |
| 7 | Черниговская     | деревня                      | ↘59       |

Исчезнувший населённый пункт Хинь.